# Pama (Autriche)
Pour les articles homonymes, voir Pama.
Pama (hongrois : Lajtakörtvélyes, croate : Bijelo Selo) est une ville autrichienne du district de Neusiedl am See dans le Burgenland.

## Géographie
Pama est limitrophe de Kittsee au nord, Gattendorf et Zurndorf au sud, Deutsch Jahrndorf au sud-est, Basse-Autriche à l'ouest et Slovaquie à l'est.
La zone non peuplée est utilisée pour l'agriculture. Il n'y a presque pas de forêt.

## Histoire
Après les guerres ottomanes, la population fortement décimée a été complétée par l'afflux de population de langue croate. Les Croates du Burgenland ont sensiblement diminué au cours des dernières décennies, mais ils sont toujours très actifs dans la vie communautaire. La majorité des services religieux se déroulent principalement en croate. La ville a appartenu à la Hongrie (Allemagne-Occidentale) jusqu'à la fondation du Burgenland en 1920/21. 
Avant la Seconde Guerre mondiale, des familles juives vivaient à Pama, ainsi qu'à Kittsee, la ville voisine qui faisait partie des sept communautés juives du Burgenland. Après l'Anschluss de l'Autriche au Troisième Reich, les Juifs vivant à Kittsee et à Pama ont été expulsés de leurs maisons le 16 avril 1938 et abandonnés sur une île isolée du Danube,.

## Loisirs et sport
- Équitation : le paysage est parfait pour l'équitation.
- Cyclisme : il existe un vaste réseau cyclable.
- Football : la ville possède deux terrains de football.
- Terrain de tennis
- Terrain de volley-ball de plage
- Patinage sur glace : un ancien étang de feu sert de patinoire aux enfants pendant les mois d'hiver.
- Gymnase

### Associations
- SK Pama (club de football)
- UFC Pama (club de football)
- Vfb Energy Pama (association sportive)
- Tennisclub TC Pama
- Club de pêcheurs
- Landjugend
- Pensionistenverband
- Seniorenbund
- Naturfreunde
- Jugend von Pama
- Tamburica Bijelo Selo

## Politique
Le conseil municipal compte au total 19 membres. Le Parti social-démocrate d'Autriche compte 10 conseillers, le Parti populaire autrichien 9. 
Le maire est Manfred Bugnyar (SPÖ), qui a succédé à Josef Wetzelhofer (SPÖ) en mars 2017, qui a dirigé la communauté pendant 15 ans. Bugnyar a gagné l'élection directe du maire avec 55,74 % contre Hans-Jürgen Werdenich (ÖVP), qui a atteint 44,26 % et est maintenant vice-maire.